# 4280 Simonenko
4280 Simonenko este un asteroid din centura principală, descoperit pe 13 august 1985 de Nikolai Cernîh.